# Назаров, Дилмурод
Дилмурод Назаров (узб. Dilmurod Nazarov; 12 апреля 1976, Ташкент — октябрь 2015) — узбекистанский футболист, полузащитник. Играл за сборную Узбекистана.

## Биография
Воспитанник футбольной школы «Пахтакор» и интерната им. Германа Титова, тренеры — Борис Серостанов, Рауф Инилеев, Бахтиёр Саидов. Начал выступать на взрослом уровне в первом сезоне независимого чемпионата Узбекистана в составе ташкентского «Пахтакора». В 1992 году сыграл 2 матча, а его клуб завоевал чемпионский титул. С 1994 года стал регулярным игроком основы «Пахтакора». В октябре-ноябре 1994 года выступал в Казахстане за «СКИФ-Ордабасы», сыграл один матч в чемпионате и один матч в Кубке страны, затем вернулся на родину. В 1995 году занял третье место среди бомбардиров чемпионата Узбекистана (17 голов) и стал вторым в голосовании на лучшего футболиста страны. С 1995 года четырежды подряд забивал более 10 голов за сезон. Вместе с «Пахтакором» становился чемпионом (1992, 1998) и призёром чемпионата Узбекистана, обладателем (1993, 1997) и финалистом (1996) Кубка страны. Бывший тренер «Пахтакора» Ханс Верел во второй половине 1990-х годов хотел пригласить его в голландский клуб, но стороны не сошлись в цене.
В 1999 году выступал в Узбекистане за «Трактор» (Ташкент) и в Казахстане за «Синтез» (Чимкент). В 2000 году возвращался в «Пахтакор», но не стал игроком основы. В первой половине 2001 года играл в Узбекистане за «Сурхан» (Термез).
С лета 2001 года в течение нескольких лет играл в Казахстане за команды — аутсайдеры и середняки местного чемпионата — «Тараз», «Кайсар» (Кзыл-Орда), «Яссы-Сайрам» (Туркестан), «Ордабасы». В 2003 году, выступая за «Тараз», забил 10 голов и вошёл в десятку лучших снайперов чемпионата, а в игре против «Востока» 1 июля 2003 года сделал хет-трик. В первой половине 2005 года играл за «Кайсар» в первой лиге.
В конце карьеры провёл сезон в узбекском клубе «Навбахор».
Всего за карьеру забил 64 гола в высшей лиге Узбекистана и 29 голов в высшей лиге Казахстана.
Выступал за молодёжную сборную Узбекистана, был самым молодым игроком в команде 1973—1974 года рождения. На турнире среднеазиатских молодёжных команд в начале 1990-х годов стал вторым бомбардиром, забив 9 голов.
В 1995—1997 годах выступал за национальную сборную Узбекистана, провёл 10 матчей. Дебютировал 21 октября 1995 года в домашнем матче против Нигерии в рамках Афро-азиатского кубка. Участник финального турнира Кубка Азии 1996 года, где сыграл 2 матча — против Японии и Сирии.
Умер в начале октября 2015 года.

## Достижения
- Чемпион Узбекистана: 1992, 1998
- Серебряный призёр чемпионата Узбекистана: 1993
- Обладатель Кубка Узбекистана: 1993, 1997
- Финалист Кубка Узбекистана: 1996

## Личная жизнь
Брат Ёркин (род. 1974) также футболист.
Есть двое детей (дочки)Назарова.М.Д
Назарова.М.Д